# Бартоломео де лас Казас
Бартоломео де лас Казас (Севиља, 1484 —1566) био је шпански свештеник, мисионар и историчар, први борац за права америчких Индијанаца.  Као гласноговорник доминиканског монашког реда, који се залагао за превођење Индијанаца у хришћанство, заслужан је за доношење Нових закона Индије (1542), којим је цар Карло V укинуо ропство у колонијама и доделио Индијанцима грађанска права. Иако су ови закони ублажени каснијим компромисима са колонистима, најгоре злоупотребе  и свирепости су укинуте.

## Биографија
Син трговца, Лас Касас је рођен и одрастао у Севиљи. Имао је осам година када се Колумбо вратио са свог првог путовања и у својој Историји Индије (шп. Historia de las lndias) присећао се како су он и његов отац гледали свечану поворку коју су предводили Колумбо и његова посада, а пратили су је први Индијанци који су крочили у Старом свету, док је пролазио улицама Севиље на Цветну недељу 1493. Његов отац, Педро де лас Касас, и три ујака пратили су Колумба на његовом другом путовању 1493. које је довело око две хиљаде колониста у Хиспањолу.

### Живот у колонијама
1502. године, Бартоломео, осамнаест година, сам је отишао да управља земљом и Индијанцима које је Колумбо доделио његовом оцу. Иако узнемирен катастрофалном ситуацијом Индијанаца Таино, чији се број брзо смањивао као резултат немилосрдне експлоатације и лова на робове који је покренуо Колумбо, млади Лас Касас је пре свега бринуо за побољшање свог богатства и чак је, чини се, учествовао у војном походу који је организовао гувернер Николас де Овандо против Индијанаца у источном делу острва.
1506. Бартоломео се вратио у Европу где је остао неколико година. Његове пријатељске везе са породицом Колумбо сугерише чињеница да је 1506. године пратио Адмираловог старијег брата Бартоломеа Колумба у Рим да обавести папу Јулија II о могућностима за ширење вере створене открићем Новог света. У Риму је 1507. Бартоломео рукоположен у свештеника (већ је узео постриг, вероватно 1501. године). У међувремену је Колумбо умро, а 1507. лас Касас се вратио на хиспањолу са Колумбовим сином и наследником, Дијегом Колоном, другим адмиралом и вицекраљем Индије. Лас Касас се несумњиво надао да ће се стање Индијанаца побољшати под Дијеговом блажом владавином, али се поткраљ, спутан својим споровима са Круном око обима својих права и са краљевским званичницима на острву, показао неспособним да постигне реформу.
Омиљен, као и његов отац, од породице Колумбо, лас Касас је од Дијега добио добар комад земље и донацију Индијанаца и комбиновао је профитабилне активности пољопривреде, сточарства, рударства и трговине са службом парохијског свештеника који је Индијанцима пружао верску поуку. Године 1510. група доминиканских фратара стигла је на острво. Ужаснути варварским поступањем према Индијанцима, они су изабрали Антонија Монтесина да држи проповед која ће досељеницима указати на злобност њихових дела. Љути колонисти су одговорили позивајући фратре да повуку своје речи или да се спакују и отплове кући. Као одговор, Монтесино је следеће недеље попео на проповедаоницу и пустио још страшнију експлозију против злостављања Индијанаца. Иако је лас Касас саосећао са доминиканцима, није се слагао са њиховом осудом шпанског система присилног индијанског рада као смртног греха. Он је још увек био свештеник колониста, човек добре воље који се љубазно опходио према сопственим Индијанцима, али је пре свега био заинтересован за напредак свог имања. У 1513-1514 служио је као војни капелан у освајању Кубе - освајању чије је злочине узалудно покушавао да спречи - и поново је за своје услуге био награђен великом донацијом Индијанаца. Његова кубанска пољопривредна и сточарска предузећа су напредовала, а он је хладно одбио једног доминиканског фратра који му је замерио што је занемарио верску поуку домородаца.

### Преобраћење и мисија
Међутим, 1514. доживео је преобраћење, очигледно буђење успаване савести као резултат ужаса које је видео око себе. Одрекао се сопствене енкомијенде Индијанаца и 1515. године, у пратњи Антонија Монтесина, отпловио је из Санто Доминга, одлучан да обавести краља Фернанда и његове министре да систем енкомијенде уништава Индијанце и да мора бити укинут.
Лас Касас је стигао у Шпанију у повољно време, јер је крајем 1516. Фернандо, који је био равнодушан или непријатељски расположен према реформама, умро и наследио га је на месту регента остарели кардинал Франсиско Хименез де Сиснерос. Лас Касас је представио кардиналу план, који је подржао Дијего Колумбо, за уклањање Индијанаца из појединачних енкомијенда и њихово пресељење у самоодржива села са шпанским администраторима. Ова села би плаћала данак Круни и доприносила ограничен број радника за рударство, а поседници би добили надокнаду за губитак радника. Лас Касас је предвидео паралелну колонизацију шпанских сељака који би живели и радили раме уз раме са Индијанцима, учили их да живе на цивилизован начин и постепено стварали идеалну хришћанску заједницу. Циснерос је одобрио експеримент, али је његов надзор доделио групи јеронимских фратара (познатих по успешном управљању великим имањима), са лас Касасом да их прати као „Заштитник Индијанаца“. Јеронимци, млаки према пројекту од почетка и поколебани непријатељским ставом досељеника, убрзо су дали своје мишљење да Индијанци нису били способни да живе сами на цивилизован начин; такође су се жалили на мешање лас Касаса у нову трговину бахамским робовима.
Побегавши са Хиспањоле да би избегао хапшење због непослушности Јеронимцима, лас Касас се вратио у Шпанију и наставио своју борбу у одбрани Индијанаца. Сиснерос је умро 1517, а долазак у Шпанију младог краља Карлоса I (будућег цара Карла V), окруженог фламанским дворјанима који су имали шири поглед на краљевски интерес у Индији од покојног краља Фернанда или његових министара, фаворизовао је лас Касасови реформистички пројекти. Добио је одобрење за нови план који је комбиновао програм колонизације Тијера Фирме (Венецуела) шпанским сељацима и христијанизације Индијанаца са експлоатацијом бисерних и златних ресурса у региону од стране компаније са седиштем у Санто Домингу. Али пројекат се завршио потпуним фијаском, јер су га сељаци које је регрутовао лас Касас напустили када су стигли до острва да би се укључили у профитабилну трговину робљем, а његову мисију у Кумани су уништили Индијанци изазвани нападима ловаца на робље.

### Повлачење у манастир и радикализација
Лас Касас сам каже да се после фијаска у Кумани 1521. осећао мртав и сахрањен - што можда значи да је сахрањен у доминиканском самостану у Санто Домингу, у који је ушао 1522. Лас Касас који је „умро“ 1521. године био је свештеник реформатор који је предлагао да се помире шпански приватни интереси и индијско благостање и сам се није устручавао да учествује у профиту колонијалног подухвата. Доминикански фратар који је изашао из самостана 1531. након скоро десет година уроњења у правно-теолошке студије унапредио је револуционарни програм заснован на чврстим доктринарним основама. Од сада, лас Касасова идеологија се усредсредила на право Индијанаца на њихову земљу, на принципу самоопредељења и на потчињавање свих шпанских интереса (укључујући и оне круне) индијским интересима, материјалним и духовним. Лас Касас је тврдио да је папско давање Америке круни Кастиље дато искључиво у сврху преобраћења и да шпанској круни није дата световна власт или посед у Индији. Индијанци су имали право на поседовање своје земље по природном закону и закону нација. Сви шпански ратови и освајања у Новом свету били су незаконити. Шпанија мора донети хришћанство Индијанцима једином методом „која је прикладна и природна људима... наиме, љубављу и благошћу и добротом“.
Временом је лас Касасова мисао постајала све радикалнија. Његов коначни програм је позивао на сузбијање свих енкомијенди, ослобађање Индијанаца од свих облика ропства осим малог добровољног давања данак Круни у надокнаду за њен дар хришћанства, и обнављање древних индијских држава и владара, законитих власника тих земаља. Над овим државама шпански краљ би председавао као „цар над многим краљевима“ како би испунио своју свету мисију привођења Индијанаца католичкој вери и хришћанском начину живота. Инструменти те мисије требало би да буду фратри, који би уживали посебну јурисдикцију над Индијанцима и штитили их од кварног утицаја лаика Шпанаца. Ови елементи лас Касасовог коначног програма могу се назвати заиста утопијским и Круна их никада није озбиљно схватила. Али главни циљ његовог програма након његовог "другог преобраћења" - захтев да се енкомијенда укине и да се колонистима ускрати контрола над индијанским данком у потпуности се поклопио са краљевским интересом да обузда моћ конквистадора и спречи успон моћног колонијалног феудализма у Новом свету. Ова коинциденција објашњава званичну подршку коју су лас Касасови реформски напори добили у време владавине Карлоса I (Карло V, цар Светог римског царства), 1516-1556.

### Бискуп у Гватемали и проиндијанска политика Карла V
Уобичајено виђење лас Касаса усамљеног борца да убеди невољну круну да прихвати колонијалну реформу је крајње погрешно. Најелементарнији интереси Круне захтевали су да се катастрофа Западне Индије, где су Индијанци постали изумрла раса, не понови у новоосвојеним богатим и многољудним царствима Мексика и Перуа. Али Круна је морала да се креће опрезно, јер се плашила побуне агресивних конквистадора. Још 1523. године, када је лас Касас још био повучен у свом манастиру, краљ Карлос је Ернану Кортесу послао наредбу којом се забрањује оснивање енкомијенда у Новој Шпанији (бившем Астечком царству), јер је „Бог створио Индијанце слободне и непокорне“. Али, суочена са Кортесовом непослушношћу, коју су подржавали његови ратоборни следбеници, Круна је одлучила да се повуче. Далеко од тога да је водио усамљену борбу у одбрани Индијанаца, лас Касас је уживао подршку моћних политичких и друштвених снага укључујући круну, краљевске званичнике и важне чланове свештенства, који су сви имали очигледан интерес за очување индијско становништво. Чак се и Кортес (парламент) Кастиље умешао у индијско питање; скупштина сазвана од Карла V 1541. године, тражила је да се окончају злоупотребе које су Шпанци починили у Индији како домородачко становништво не би нестало.
Лас Касас је своје вођство над овом широко заснованом борбом у одбрани Индијанаца дуговао свом милитантном, борбеном духу; његово мајсторство у схоластичкој филозофији и црквеној доктрини, које је показао са упечатљивим ефектом у својој чувеној дебати у Ваљадолиду 1551-1552 са хуманистом Хуан Гинес де Сепулведом о праведности ратова против Индијанаца; његов пропагандистички дар, илустрован једноставним, али дубоко дирљивим стилом његовог Кратког извештаја о уништењу Индије; и његов велики политички таленат, способност да преговара, па чак и прави компромисе без жртвовања суштинских принципа.
Лас Касас и његови следбеници су однели велику победу издавањем Нових закона Индије (1542). Чинило се да су ови закони осудили енкомијенду. Забранили су поробљавање Индијанаца, наредили ослобађање робова којима се законско право није могло доказати, забранили обавезну личну службу Индијанаца и прогласили да постојећи поседи престају са смрћу власника. Сам лас Касас, именован за бискупа Чијапаса, тада провинције Гватемале, отишао је 1545. да обезбеди поштовање нових закона у региону који је био легло лова на робове и других злоупотреба домородаца. Примљен са непријатељством од досељеника који су одбацили његов ауторитет и чак му претили смрћу, и без подршке локалних власти (високог суда), лас Касас је морао да се врати у Шпанију. У међувремену, суочена са буром протеста колониста широм Индије и великом побуном у Перуу, Круна је попустила пред притисцима и пристала на компромис којим је признато право наследства енкомијенди; ово право је постепено проширено на низ генерација.

### Политичка реакција и смрт
Под притиском, Карло V се делимично повукао из сопствене проиндијанске политике; његов син Филип II је у ствари напустио ту политику када је ступио на престо 1556. Суочен са очајничком финансијском кризом, Филип је повећао терет Индијанаца који плаћају данак Круни и кренуо ка зближавању са колонијалним олигархијама, дозвољавајући им већу контролу над Индијанцима на њиховим имањима и енкомијендама. Истовремено, утицај лас Касаса и његовог индијског покрета практично је нестао са шпанског двора.
Оно што Марсел Батајон назива „анти-ласкасасовском реакцијом“ Филипове владавине огледало се, између осталог, у уредбама које забрањују колонијалном свештенству да користи духовно оружје цркве: екскомуникацију, забрану и ускраћивање опроштаја – оружје које су лас Касас и његов следбеници систематски користили да би обезбедили поштовање закона о заштити Индијанаца. Упркос краху његове индијске политике, лас Касас је наставио до краја свог живота своју борбу за правду за Индијанце. Један од његових последњих поступака био је да пошаље писмо папи Пију V тражећи од папе да нареди, под претњом екскомуникације, прекид неправедних ратова против Индијанаца и насилну експропријацију њихових земаља под изговором њиховог преобраћења. О дубини лас Касасовог разочарања шпанском индијанском политиком сугерише његов тестамент, оверен 5. марта 1564. године, у коме је потврдио да узимајући у обзир „велике грехе и неправде“ које су починили Шпанци у Индији, и „пљачке, убиства и узурпације држава и господства природних краљева и господара“, Бог мора да излије на Шпанију „своју силу и гнев“.

## Дела

### Апологетичка историја
Саставни део лас Касасове кампање у одбрану Индијанаца било је његово ауторство великог броја радова који су дали значајан допринос антропологији, политичкој теорији и историји. Као писац, лас Казас је најпознатији по свом делу Кратак извештај о уништавању Индија, који је написан 1542, а објављен 1552. године. У својој дебати са Сепулведом, заступником енкомендероса који се позивао на Аристотела да докаже да су Индијанци по природи робови и да је њихово освајање праведан рат, лас Касас је елоквентно потврдио једнакост свих раса и суштинско јединство човечанства. Он је ове аргументе разрадио у својој великој Апологетичкој историји (лат. Apologetica historia sumaria), која није објављена до 1909. године, огромној акумулацији етнографских података коришћених да се покаже да су Индијанци испунили све услове које је Аристотел поставио за добар живот.
У овом раду је такође развио рудиментарну теорију културне еволуције, примењену на сва индијанска друштва, што му је омогућило да непристрасно и у оквиру сопствене културе испита обичаје и веровања индијанских народа. Овај релативистички приступ га је чак навео да развије смели аргумент да индијанска људска жртва није доказ изопачености, већ доказ дубоког религиозног осећања. Теорија је такође сугерисала поређење индијских култура са цивилизацијама других времена и места за које се чинило да представљају приближно исто стање развоја. Лас Касас се с правом може назвати оцем антропологије.

### О краљевској власти
У свом трактату О краљевској власти (лат. De regia potestate), написаном у супротности са предлогом енкомендероса за доделу трајне енкомијенде, којом би се њихови индијски поданици претворили у наследне кметове, лас Касас је изнео оно што његови савремени шпански уредници називају три " демократске догме“. Прво, сва моћ потиче од народа; друго, власт се делегира владарима да би могли служити народу; треће, сви важни владини акти захтевају консултације и одобрење грађана. Ове демократске идеје имале су средњовековне претече, али у свом новом контексту, доводећи у питање право краља да располаже својим индијским поданицима, те старе идеје добиле су субверзивну, револуционарну нијансу.

### Историја Индије
За историчаре Колумба и његових путовања, лас Касасова монументална Историја Индије, написана између 1527. и 1562, али необјављена све до 1875. године, има посебан интерес и вредност, јер је добрим делом Колумбова биографија и представља најбољи појединачни извор информација о открићу. Лас Касас даје кратки резиме и директне цитате Колумбовог изгубљеног дневника са његовог првог путовања у Америку.
Лас Касас се страствено диви Адмиралу, изабраном „међу свим Адамовим синовима“ за велики задатак да отвори „врата Океанског мора“. Он види божански план у обрасцу његовог живота до доласка у Кастиљу, обдарује га великим врлинама и огорчено критикује неправду и незахвалност са којима су се шпански монарси односили према њему и његовој породици. Али када се Лас Касас окреће Колумбовом произвољном, израбљивачком понашању са Индијанцима, његов тон се мења. Херој Колумбо постаје мањкав, а Лас Касас га оптужује за „неопростиво незнање“ о правима Индијанаца. Посматрано из ове перспективе, патње адмирала - његово затварање, губитак дела његових привилегија и друге неправде - Лас Касас објашњава као божанску казну за Колумбове преступе против Индијанаца, казну која је требало да га очисти од греха и спаси га од вечног проклетства. Упркос овој смени између похвале и окривљавања, Лас Касас не оставља сумњу у своје изузетно позитивно мишљење о Колумбу.

## Наслеђе
Након Другог светског рата, који је довео до колапса режима и колонијалних система заснованих на расизму, Лас Касасова учења о јединству човечанства, принципу самоопредељења и праву свих људи на задовољење основних материјалних и културних потреба добило је нову актуелност. Утицај његових идеја посебно је очигледан у све већем прихватању такозване теологије ослобођења од стране свештенства, посебно у Латинској Америци. Ова доктрина учи да црква, враћајући се својим коренима, мора поново постати црква сиромашних. У Латинској Америци данас, најсиромашнији међу сиромашнима су управо Индијанци који су били главни предмет Лас Касасове бриге и саосећања. Теологија ослобођења такође учи да црква мора да престане да буде савезник богатих и моћних и да се посвети борби за социјалну правду. Јасно је да ове доктрине имају много заједничког са Лас Касасовим учењима.